# Łotwa na Mistrzostwach Świata w Lekkoatletyce 2019
Łotwa na Mistrzostwach Świata w Lekkoatletyce 2019 – reprezentacja Łotwy podczas mistrzostw świata w Doha liczyła 12 zawodników, startujących w 7 konkurencjach.

## Skład reprezentacji

### Kobiety
| Zawodniczka   | Konkurencja   | Eliminacje | Eliminacje | Półfinał | Półfinał | Finał | Finał   | Źródło      |
| Zawodniczka   | Konkurencja   | Wynik      | Pozycja    | Wynik    | Pozycja  | Wynik | Pozycja | Źródło      |
| ------------- | ------------- | ---------- | ---------- | -------- | -------- | ----- | ------- | ----------- |
| Sindija Bukša | bieg na 200 m | 23,53      | 36.        | NQ       | NQ       | NQ    | NQ      | [ 1 ]       |
| Gunta Vaičule | bieg na 200 m | 23,32      | 30.        | NQ       | NQ       | NQ    | NQ      | [ 1 ]       |
| Līga Velvere  | bieg na 800 m | 2:02,93    | 18. q      | 2:06,99  | 23.      | NQ    | NQ      | [ 2 ] [ 3 ] |

| Zawodniczka      | Konkurencja    | Kwalifikacje | Kwalifikacje | Finał | Finał   | Źródło |
| Zawodniczka      | Konkurencja    | Wynik        | Pozycja      | Wynik | Pozycja | Źródło |
| ---------------- | -------------- | ------------ | ------------ | ----- | ------- | ------ |
| Laura Igaune     | rzut młotem    | 67,77        | 22.          | NQ    | NQ      | [ 4 ]  |
| Anete Kociņa     | rzut oszczepem | 56,70        | 24.          | NQ    | NQ      | [ 5 ]  |
| Līna Mūze        | rzut oszczepem | 55,66        | 27.          | NQ    | NQ      | [ 5 ]  |
| Madara Palameika | rzut oszczepem | 59,95        | 18.          | NQ    | NQ      | [ 5 ]  |

### Mężczyźni
| Zawodnik           | Konkurencja   | Finał   | Finał   | Źródło |
| Zawodnik           | Konkurencja   | Wynik   | Pozycja | Źródło |
| ------------------ | ------------- | ------- | ------- | ------ |
| Dmitrijs Serjogins | maraton       | 2:24:00 | 48.     | [ 6 ]  |
| Arnis Rumbenieks   | chód na 50 km | 4:28:18 | 21.     | [ 7 ]  |
| Ruslans Smolonskis | chód na 50 km | DSQ     | DSQ     | [ 7 ]  |

| Zawodniczka         | Konkurencja    | Kwalifikacje | Kwalifikacje | Finał | Finał   | Źródło |
| Zawodniczka         | Konkurencja    | Wynik        | Pozycja      | Wynik | Pozycja | Źródło |
| ------------------- | -------------- | ------------ | ------------ | ----- | ------- | ------ |
| Gatis Čakšs         | rzut oszczepem | 79,94        | 21.          | NQ    | NQ      | [ 8 ]  |
| Rolands Štrobinders | rzut oszczepem | 81,09        | 17.          | NQ    | NQ      | [ 8 ]  |